# Barrage Mechra Homadi
Le barrage Mechra Homadi  est un barrage situé au Maroc sur la Moulouya, dans la région des benisnassen , à cheval sur les provinces de Nador et de Berkane. Il a été conçu par le bureau Alfred Stucky, ingénieur de l'entreprise Campenon-Bernard chargée de l'exécution des travaux, et mis en service en 1955.

## Présentation
Situé à Sabra, au sud de Zaio, il permet la production d'oranges, d'olives, et de raisin. De type béton-poids, il a une hauteur sur fondation de 57 m pour une longueur en crête de 215 m. L'évacuateur de crues est conçu pour absorber une crue de 6 000 m3/s.